# Kotowo (powiat grodziski)
Kotowo – wieś w Polsce położona w województwie wielkopolskim, w powiecie grodziskim, w gminie Granowo. Na wschód od Kotowa przepływa rzeka Mogilnica. Przez wieś przebiega droga krajowa nr 32 i linia kolejowa Poznań - Wolsztyn (przystanek kolejowy Kotowo).

## Historia
Wieś  położona była w 1581 roku w powiecie kościańskim województwa poznańskiego.
W okresie Wielkiego Księstwa Poznańskiego (1815-1848) Kotowo należało do wsi większych w ówczesnym powiecie bukowskim, który dzielił się na cztery okręgi (bukowski, grodziski, lutomyślski oraz lwowkowski). Kotowo należało do okręgu grodziskiego i stanowiło odrębny majątek o tej samej nazwie, którego właścicielem był wówczas Maciej Mielżyński. W skład majątku Kotowo wchodziły ponadto: Borzysław, Snowidowo oraz Woźniki. Według spisu urzędowego z 1837 roku wieś liczyła 190 mieszkańców i 16 dymów (domostw).
Leon Plater notuje ponadto, że przed 1846 rokiem niedaleko Kotowa nad stawem odkryto grobowiec słowiański (urny, szczątki, narzędzia żelazne i brązowe), później określany jako cmentarzysko ciałopalne.
Pod koniec XIX wieku Kotowo liczyło 12 domostw i 97 mieszkańców. Cały majątek, z podległymi folwarkami liczył 30 domostw i 495 mieszkańców, z wyjątkiem jednego katolików i należał do hrabiego Józefa Mielżyńskiego. Ostatnim właścicielem majątku przed 1939 był Andrzej Kurnatowski.
W latach 1975–1998 miejscowość należała administracyjnie do województwa poznańskiego. W 2014 Kotowo liczyło 221 mieszkańców.

## Zabytki
We wsi znajduje się zabytkowy, neogotycki pałac. Obecnie w obiekcie tym swoją siedzibę ma Zespół Szkół Ponadgimnazjalnych im. Powstańców Wielkopolskich.
- Osobny artykuł: Pałac w Kotowie.

Wokół pałacu rozciąga się park krajobrazowy z przełomu XVIII i XIX wieku o powierzchni 6,7 ha, wpisany do rejestru zabytków. Drzewostan obejmuje pomnikowe lipy, dęby i wiązy. W zespole pałacowym znajduje się jeszcze oficyna w stylu klasycystycznym z I poł. XIX wieku.

## Gospodarka
W okolicach Kotowa znajdują się kopalnie gazu ziemnego, a na południe od wsi przepompownia gazu.
W miejscowym rolnictwie stosuje się pasy wiatrochronne z drzew.